# Renate Baur
Renate Baur es una deportista suiza que compitió en natación sincronizada. Ganó tres medallas de bronce en el Campeonato Europeo de Natación de 1977.

## Palmarés internacional
| Campeonato Europeo | Campeonato Europeo | Campeonato Europeo | Campeonato Europeo |
| Año                | Lugar              | Medalla            | Prueba             |
| ------------------ | ------------------ | ------------------ | ------------------ |
| 1977               | Jönköping (Suecia) | Medalla de bronce  | Solo               |
| 1977               | Jönköping (Suecia) | Medalla de bronce  | Dúo                |
| 1977               | Jönköping (Suecia) | Medalla de bronce  | Equipo             |